# Hex Enduction Hour
Hex Enduction Hour  è il quarto album in studio del gruppo musicale post-punk inglese The Fall, pubblicato nel 1982.

## Tracce
Side A
1. The Classical – 5:16
2. Jawbone and the Air-Rifle – 3:43
3. Hip Priest – 7:45
4. Fortress / Deer Park – 6:41
5. Mere Pseud Mag. Ed. – 2:50
6. Winter (Hostel-Maxi) – 4:26

Side B
1. Winter 2 – 4:33
2. Just Step S'ways – 3:22
3. Who Makes the Nazis? – 4:27
4. Iceland – 6:42
5. And This Day – 10:18

## Formazione
- Mark E. Smith - voce, chitarra
- Craig Scanlon - chitarra, cori, piano
- Marc Riley - organo, chitarra, piano, cori, banjo
- Steve Hanley - basso, cori, xilofono
- Paul Hanley - batteria, chitarra
- Karl Burns - batteria, cori
- Kay Carroll - percussioni, cori